# Kulturpalast Hamburg
Die Stiftung Kulturpalast Hamburg (Kurzform: KPH; Eigenschreibweise: „Kultur Palast Hamburg“) ist ein Kulturzentrum in Hamburg-Billstedt. Im ehemaligen „Wasserwerk Billstedt“ werden kulturelle Projekte veranstaltet. Die Pumpenhalle und das Vorderhaus aus den Jahren 1912/1913 sind denkmalgeschützt. Nach eigenen Angaben ist das Haus am Öjendorfer Weg 30/30a seit der Gründung 1986 „das einzige Kulturzentrum im Hamburger Osten“. Durch einen Erweiterungsbau erhielt der Kulturpalast 2017 eine eigene große Bühne für Lebend-Veranstaltungen mit Platz für rund 1000 Gäste, sowie mehrere Tanzstudios und Seminarräume. Das Billstedter Kulturzentrum zählt auf seinen 320 Veranstaltungen und 460 Bildungsangeboten im Jahr knapp 250.000 Besucher (Stand: 2015).
Der langjährigen Leiterin des Kulturpalastes Dörte Inselmann wurde 2022 das Bundesverdienstkreuz für ihre Tätigkeit verliehen.

## Geschichte

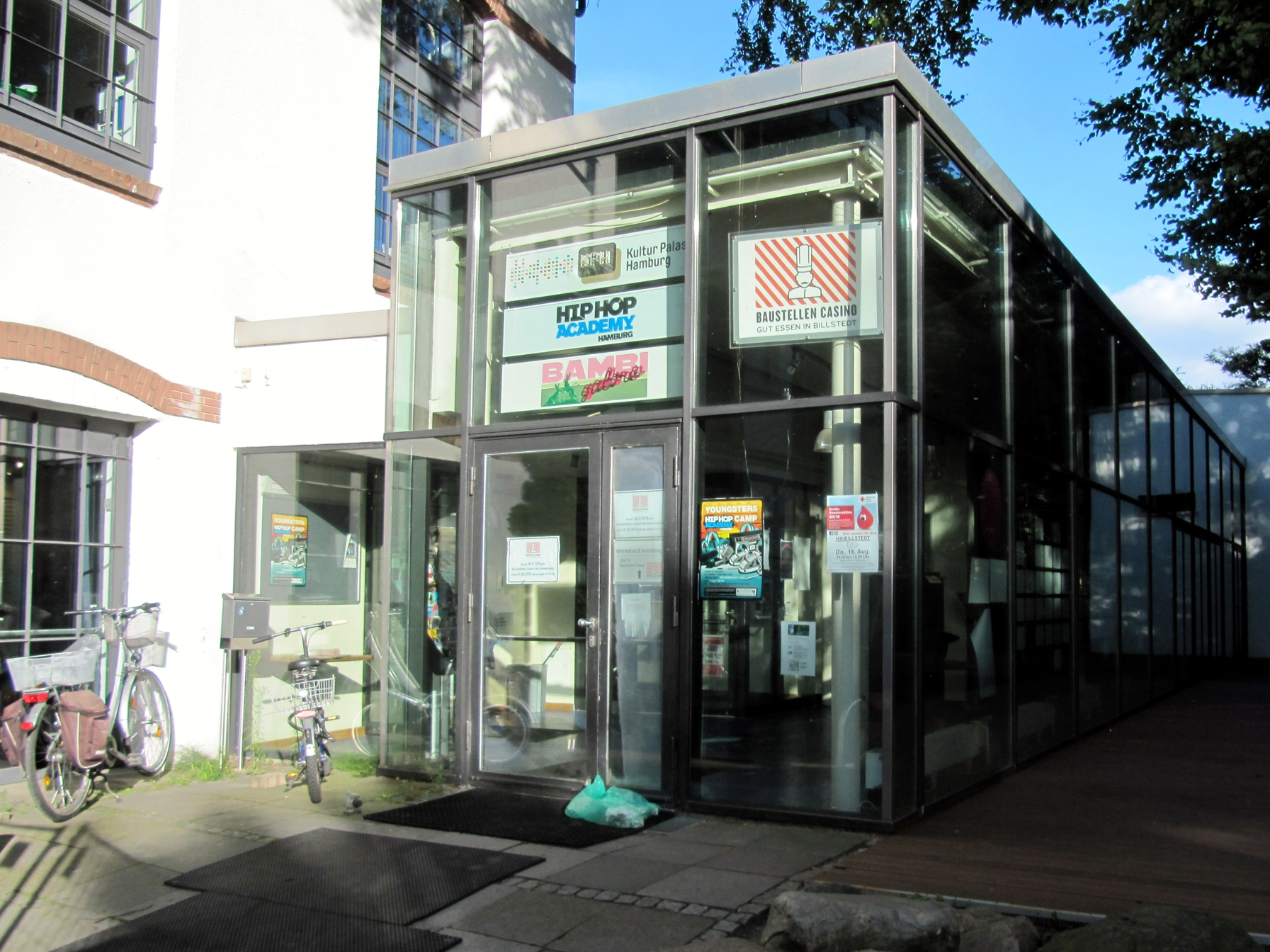
Pumpenhaus und Eingang zum KPH (August 2016)

Aus dem 1980 gegründeten Vorläufer-Verein Initiative für den Aufbau und die Weiterführung eines Stadtteilzentrums für Billstedt/Horn e.V entstand in der Folgezeit der Kulturpalast Billstedt e. V. In der Regierungszeit von Klaus von Dohnanyi verhalf 1982 eine Besetzung der Billstedter Polizeiwache der Forderung des Vereins, ein Stadtteilzentrum in Billstedt zu eröffnen. Vier Jahre später konnte – vorläufig noch am Schiffbeker Weg 8 – der Kulturpalast gegründet werden. Am 4. September 1993 zog die Stadtteilinitiative ins ehemalige „Wasserwerk Billstedt“ am Öjendorfer Weg um. Im Jahr 1996 lief die Aktion „Wasserbunker“ an, mit der der Wasserspeicher 2002 zum Musikclub umgestaltet werden konnte. Im August 2015 wurde mit dem Erweiterungsbau mit 400 Plätzen begonnen, die Eröffnung im Jahr 2017 gefeiert.

## Projekte
Verschiedene Projekte der Stiftung Kulturpalast erlangten Bekanntheit über die Grenzen Billstedts hinaus:
- Das Bambi galore ist ein 2004 gegründeter Heavy-Metal-Club. Die Spielstätte, das fensterlose Kellergewölbe im Kulturpalast, etablierte sich mit einem Fassungsvermögen von 150 Zuhörern zunehmend zu einer bevorzugten Adresse für Bands aus ganz Europa[7] und ließ aus Billstedt eine „Heavy-Metal-Hochburg“ (Hamburger Abendblatt)[8] werden. Als ein Beispiel eines bekannten Bühnenauftrittes auf den jährlich rund 120 Konzertabenden[7] sei die kanadische Heavy- und Speed-Metal-Band Skull Fist genannt.[8]
- BilleVue nennt sich das im Hamburger Osten größte Kultur- und Stadtfestival, das seit 2002 veranstaltet und von mehr als 100.000 Gästen besucht wird.[9] Im Jahr 2021 konnte das Festival wegen der Corona-Pandemie nicht in der gewohnten Form stattfinden. Die Veranstalter Stiftung Kulturpalast und BilleVue GbR entwickelten daraufhin ein Stadtmusical mit dem Titel „Planet Billstedt“. Ein Format, das mit mehreren Kooperationspartnern in den Stadtteilen Billstedt, Horn und Billbrook das Stadtgebiet kulturell in einer schwierigen Zeit näher zusammenbrachte und gleichzeitig so erfolgreich war, dass das Stadtteilmusical als zusätzliches Angebot zum Stadtteilfestival BilleVue verstetigt werden soll.
- Billstedt Classics strebt in Zusammenarbeit mit der Hamburger Hochschule für Musik und Theater die Konstituierung eines offenes Orchesters an.[10]
- Die HipHop Academy Hamburg fördert 13- bis 25-jährige Talente in den Sparten Breaking, Graffiti, DJing, Rap, Beatbox, Producing und Newstyle-Dance.[11] Als konsequente Weiterentwicklung der Talentförderung bis hin zur Professionalisierung der Künstler etablierte die HipHop Academy im Jahr 2021 die Stage Academy mit der Hip Hop MasterClass, ein einjähriges zertifiziertes Ausbildungsprogramm auf internationalem Niveau.[12]
- Klangstrolche ist ein 2007 entstandenes Projekt. Es ist eine deutschlandweit einzigartige Initiative zur musikalischen Früherziehung. Aktuell (2020) sind rund 2000 Kinder im Alter von sechs Monaten bis sechs Jahren „Klangstrolche“,[13] meist über Partnereinrichtungen wie Kitas und Eltern-Kind-Einrichtungen (Die Strolchereien).[14] Die Erzieher werden in den bekannten Methoden Musikgarten (IfeM Mainz) und SimSaLaBim (Yamaha) ausgebildet.
- Billstedt United – United Cultural Empowerment (2018-2022) ist ein Projekt, das die kulturelle Vielfalt des Stadtgebiets sichtbar macht und Menschen aller Nationen zu an kulturellen Aktivitäten teilhaben lässt und die Kulturgruppen untereinander vernetzt.